# Simonis (geslacht)

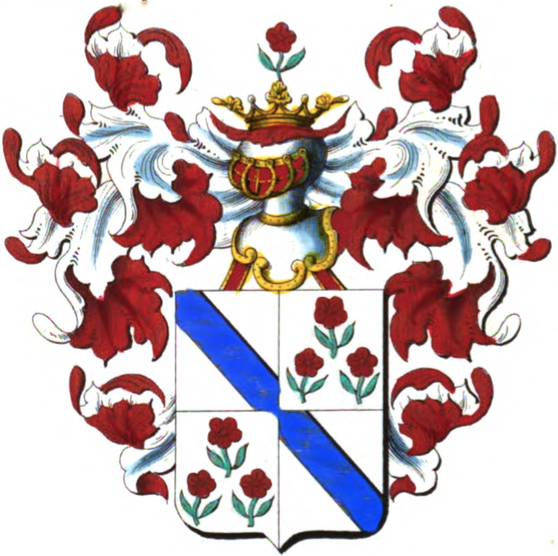
Wapen van de familie Simonis.

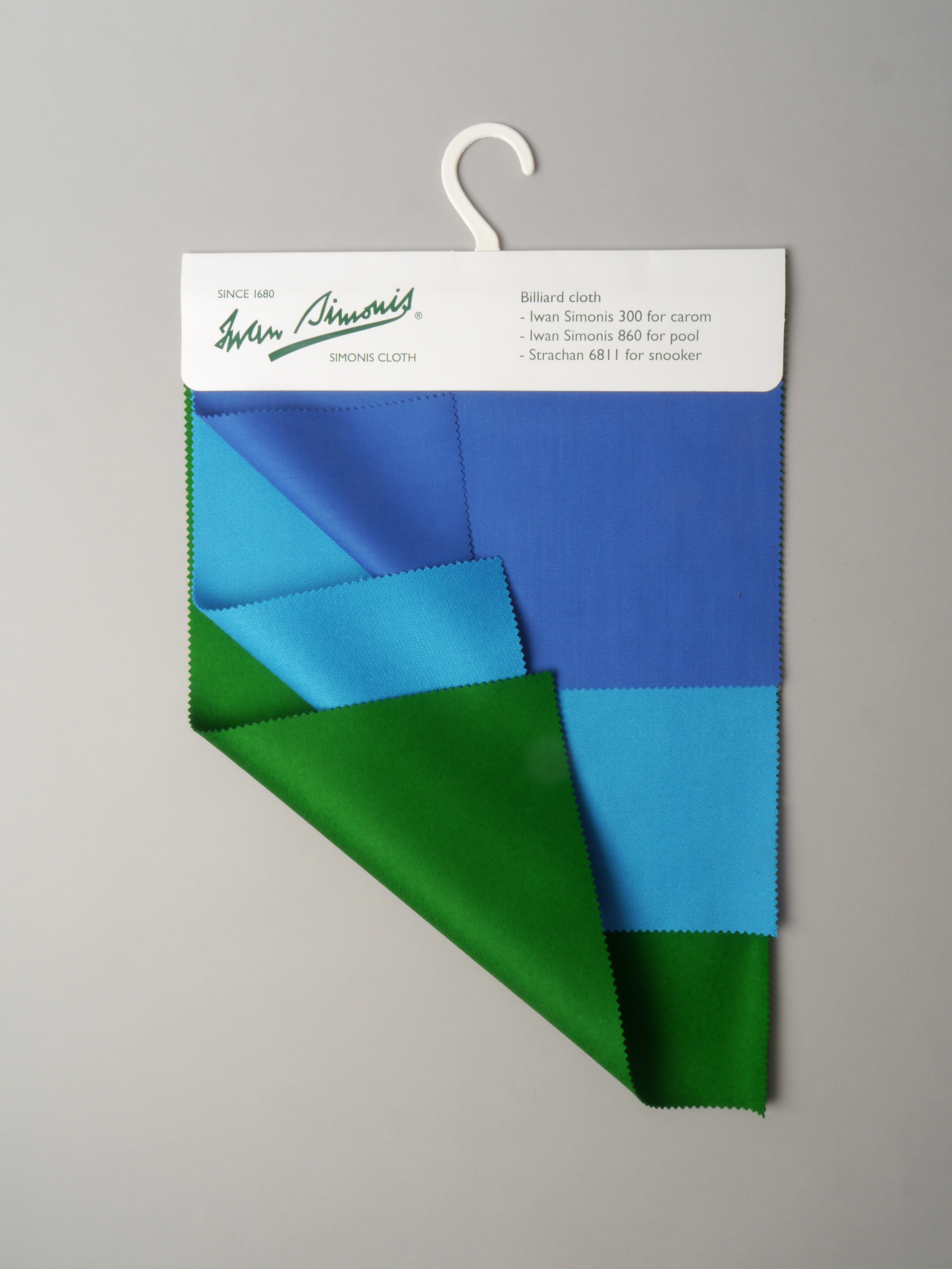
Textielstalen van biljartlaken geproduceerd door het bedrijf Simonis

Simonis is een Belgische notabele en adellijke familie uit Verviers en omstreken. In 1680 stichtte Guillaume Simonis een bescheiden textielfabriek. Iwan Simonis maakte er een grote onderneming van, wereldbekend specialist voor de productie van biljartlaken, tot op heden.

## Genealogie
- Guillaume Simonis (1640-1725), x Anne Nicole Collet (1649-1726)
  - Henry Simonis (1686-1745) x Marie-Isabelle Pirons (1688-1741)
    - Jacques Simonis (1717-1789), industrieel, burgemeester van Verviers, x Marie de Franquinet (1729-1799)
      - Marie-Isabelle Simonis (1747-1784) x André-Joseph de Grand'Ry (1744-1801)
      - Henri Simonis (1753-1816) x Marie-Catherine de Grand'Ry (1751-1833)
      - Marie-Anne Simonis (1758-1831), industrieel
      - François Simonis (1762-1825) x Marie-Eugénie de Goër de Herve (1769-1810)
      - Joseph-Antoine Simonis (zie hierna)
      - Iwan Simonis (1769-1829) x Marie-Agnès de Grand'Ry (1777-1837) (zie hierna)
        - Marie-Isabelle Simonis (1799-1865) x burggraaf Raymond de Biolley (1789-1846), senator
        - Laure Simonis (1800-1828) x jhr. Edouard de Biolley (1790-1851), schepen van Verviers
        - André Simonis (1805-1870), schepen van Verviers, x Marie-Elisabeth de Grand'Ry (1807-1880)
          - Marie-Thérèse Simonis (1828-1870) x graaf Frédéric de Pinto (1816-1878)
          - Émilie Simonis (1830-1894) x baron William del Marmol (1833-1913)
          - Marie-Emmanuelle Simonis (1832-1913) x Charles Lejeune (1835-)
          - Jean-Toussaint, genaamd Iwan Simonis (1834-1901) x Jeanne de Biolley (1836-1920)
            - Octavie Simonis (1858-1930) x graaf Fritz de Pinto (1855-1920)
            - Marie-Agnès Simonis (1861-1928)
            - Armand Simonis (zie hierna)
            - Iwan Simonis (1865-1897)
            - Jacques Simonis (zie hierna)
            - Élisabeth Simonis (1868-1946) x baron Édouard du Roy de Blicquy (1866-1942)
            - Cornélie Simonis (1869-1934) x Jean Montens d'Oosterwyck (1868-1949)
            - Laure Simonis (1879-1964) x baron Hermann de Pitteurs de Budingen (1874-1948), burgemeester van Villers-lez-Heest

          - Marie Simonis (1836-1913) x Jules Poswick (1837-1905), schepen van Verviers en volksvertegenwoordiger
          - Laure Simonis (1840-1890)
          - Alfred Simonis (zie hierna)
          - Emma Simonis (1844-1921) x baron Joseph del Marmol (1835-1920)
          - Louis Simonis (zie hierna)

        - Blanche Simonis (1810-1838) x Jules de Grand'Ry (1805-1876)

## Joseph Simonis
Joseph Antoine Simonis (Verviers, 24 januari 1767 - aldaar, 4 september 1827) werd in 1816 opgenomen op de eerste lijst van verheffingen in de erfelijke adel onder het Verenigd Koninkrijk der Nederlanden. Hij trouwde in 1792 in Verviers met Marie-Agnès de Franquinet (1769-1840), dochter van Jean-Ignace (de) Franquinet en Thérèse Cornet. Het echtpaar bleef kinderloos. Zij deed de inbreng van het kasteel de Fays in Polleur in de familie Simonis.
Simonis was burgemeester van Polleur en lid van de Tweede Kamer der Staten-Generaal.

## Armand Simonis
Marie Joseph Armand Ghislain Félix Alfred Simonis (Verviers, 22 mei 1864 - Polleur 8 februari 1933) was industrieel actief in het familiebedrijf. Hij werd in 1911 opgenomen in de Belgische erfelijke adel. In 1894 trouwde hij in Antheit met Jeanne de Fœstraets (1871-1963), dochter van Jules de Fœstraets en Marie-Jeanne Gosuin. Ze kregen acht kinderen:
- Marie-Ghislaine Simonis (1895-1936), trouwde in 1936 in Verviers met Jean Orban de Xivry ((1888-1962), burgemeester van La Roche.
- Willy Simonis (Verviers, 14 november 1896 - Heusy, 3 augustus 1953), trouwde in 1927 in Turnhout met Yvonne du Four (1907-2007), dochter van senator François du Four. Ze kregen vijf kinderen, met afstammelingen tot heden. In 1934 verkreeg hij de titel baron, overdraagbaar bij eerstgeboorte.
- Marie-Antoinette Simonis (1897-1986), trouwde in 1920 in Verviers met graaf Emmanuel d'Oultremont (1899-1940). Ze kregen zeven kinderen, met afstammelingen tot heden.
- Marie-Madeleine Simonis (1899-1978), trouwde in 1926 in Polleur met Jacques Stas de Richelle (1901-1964). Ze kregen vijf kinderen, met afstammelingen tot heden.
- Iwan Simonis (Verviers, 29 mei 1900 - Polleur, 2 januari 1969), trouwde in 1934 in Polleur met Francine du Four (1914-1987), dochter van senator François du Four. Ze kregen zes kinderen, met afstammelingen tot heden. In 1934 verkreeg hij de titel baron, overdraagbaar bij eerstgeboorte.
- Valentine Simonis (1901-1901)
- Jeanne Simonis (1902-1991)
- Marie-Louise Simonis (1904-1975)

## Jacques Simonis
Jacques Joseph Louis Marie Ghislain Simonis (Verviers, 18 januari 1867 - aldaar, 26 november 1923) werd in 1911 opgenomen in de Belgische erfelijke adel. Hij bleef vrijgezel.

## Alfred Simonis
- Alfred Felix Armand Simonis (Verviers, 14 januari 1842 - aldaar, 6 april 1931) trouwde in 1865 in Verviers met Berthe de Grand'Ry (1844-1911), dochter van Jules de Grand'Ry en Euphrosine Dumon. Het echtpaar kreeg drie dochters en een zoon. Alfred promoveerde tot burgerlijk ingenieur en leidde het familiebedrijf. Hij werd ook senator en voorzitter van de Senaat. In 1908 werd hij opgenomen in de Belgische erfelijke adel, met de titel burggraaf, overdraagbaar bij eerstgeboorte.
  - Marie-Euphrosine Simonis (1866-1945), huwde met Emile de Lalieux de La Rocq (1862-1918), burgemeester van Nijvel en volksvertegenwoordiger. Ze hadden drie kinderen, die niet voor nageslacht zorgden.
  - André Simonis (Lontzen, 21 juli 1867 - Verviers, 14 januari 1951), provincieraadslid van Luik en senator, trouwde in 1903 in Wierde met Marie-Thérèse de Moreau (1867-1943), dochter van Alphonse de Moreau, volksvertegenwoordiger en minister. Het echtpaar had een zoon en een dochter, met afstammelingen tot heden.
  - Isabelle Simonis (1871-1941)
  - Léonie Simonis (1874-1943)

## Louis Simonis
Jacques Louis Henri Guillaume Simonis (Verviers, 21 juni 1846 - Polleur, 29 september 1911) was kolonel van de Burgerwacht in Verviers. Hij trouwde in 1869 in Theux met gravin Agnès de Pinto (1851-1919), dochter van graaf Henri de Pinto en Elisabeth de Biolley. Het echtpaar kreeg tien kinderen, met afstammelingen tot heden. In 1911 verkreeg hij, een paar weken voor zijn dood, opname in de Belgische erfelijke adel.